# Emerson Norton
Emerson Norton, född 16 november 1900 i Kansas City, Kansas, död 10 mars 1986 i Seminole, Florida, var en amerikansk friidrottare.
Norton blev olympisk silvermedaljör i tiokamp vid sommarspelen 1924 i Paris.